# Campionati europei di nuoto 2024
La XXXVII edizione dei campionati europei di nuoto si è svolta a Belgrado, in Serbia, dal 10 al 23 giugno 2024.

## Discipline
Il programma prevede 74 eventi suddivisi tra quattro discipline.
| Disciplina      | Masc. | Femm. | Miste | Tot. |
| --------------- | ----- | ----- | ----- | ---- |
| Nuoto           | 20    | 20    | 3     | 43   |
| Nuoto di fondo  | 3     | 3     | 1     | 7    |
| Nuoto artistico | 2     | 7     | 2     | 11   |
| Tuffi           | 5     | 5     | 3     | 13   |
| Totale          | 30    | 35    | 9     | 74   |

## Medagliere
Nazione ospitante 
| Posiz. | Nazione              | Oro | Argento | Bronzo | Totale |
| ------ | -------------------- | --- | ------- | ------ | ------ |
| 1      | Ungheria             | 12  | 9       | 10     | 31     |
| 2      | Spagna               | 7   | 3       | 1      | 11     |
| 3      | Grecia               | 6   | 10      | 4      | 20     |
| 4      | Gran Bretagna        | 5   | 4       | 7      | 16     |
| 5      | Austria              | 5   | 1       | 0      | 6      |
| 6      | Polonia              | 4   | 7       | 7      | 18     |
| 7      | Germania             | 4   | 7       | 5      | 16     |
| 8      | Israele              | 4   | 2       | 3      | 9      |
| 9      | Italia               | 3   | 11      | 6      | 20     |
| 10     | Ucraina              | 3   | 3       | 3      | 9      |
| 11     | Svezia               | 3   | 2       | 4      | 9      |
| 12     | Rep. Ceca            | 3   | 2       | 2      | 7      |
| 13     | Francia              | 2   | 3       | 5      | 10     |
| 14     | Turchia              | 2   | 1       | 3      | 6      |
| 15     | Paesi Bassi          | 2   | 0       | 2      | 4      |
| 16     | Romania              | 2   | 0       | 0      | 2      |
| 17     | Danimarca            | 1   | 2       | 2      | 5      |
| 18     | Belgio               | 1   | 1       | 1      | 3      |
| 18     | Irlanda              | 1   | 1       | 1      | 3      |
| 18     | Lituania             | 1   | 1       | 1      | 3      |
| 21     | Portogallo           | 1   | 0       | 1      | 2      |
| 21     | Serbia               | 1   | 0       | 1      | 2      |
| 23     | Bulgaria             | 1   | 0       | 0      | 1      |
| 23     | Estonia              | 1   | 0       | 0      | 1      |
| 25     | Svizzera             | 0   | 1       | 4      | 5      |
| 26     | Bosnia ed Erzegovina | 0   | 1       | 0      | 1      |
| 26     | Finlandia            | 0   | 1       | 0      | 1      |
| 26     | Norvegia             | 0   | 1       | 0      | 1      |
| Totale | Totale               | 75  | 74      | 73     | 222    |